# Metauranospinita
La metauranospinita és un mineral de la classe dels fosfats que pertany al grup de la metaautunita. El compost va ser anomenat l'any 1904 per Paul Gaubert mitjançant material sintètic. Es desconeix quina va ser la primera troballa natural.

## Característiques
La metauranospinita és un arsenat de fórmula química Ca(UO₂)₂(AsO₄)₂·8H₂O. Cristal·litza en el sistema tetragonal. La seva duresa a l'escala de Mohs es troba entre 2 i 3.
Segons la classificació de Nickel-Strunz, la metauranospinita pertany a «08.EB: Uranil fosfats i arsenats, amb ràtio UO₂:RO₄ = 1:1» juntament amb els següents minerals: autunita, heinrichita, kahlerita, novačekita-I, saleeïta, torbernita, uranocircita, uranospinita, xiangjiangita, zeunerita, metarauchita, rauchita, bassetita, lehnerita, metaautunita, metasaleeïta, metauranocircita, metaheinrichita, metakahlerita, metakirchheimerita, metanovačekita, metatorbernita, metazeunerita, przhevalskita, metalodevita, abernathyita, chernikovita, metaankoleïta, natrouranospinita, trögerita, uramfita, uramarsita, threadgoldita, chistyakovaïta, arsenuranospatita, uranospatita, vochtenita, coconinoïta, ranunculita, triangulita, furongita i sabugalita.

## Formació i jaciments
Va ser descoberta a la mina Sophia, situada a la vall de Böckelsbach, a Wittichen (Baden-Württemberg, Alemanya). També ha estat descrita en altres indrets d'Alemanya, així com a França, Txèquia, Sud-àfrica, Rússia i els Estats Units.